# Velkomoravské vojenství
Moravská armáda byla armáda Moravského knížectví a Velkomoravské říše asi mezi roky 830 a 1055 (úplné včlenění do vojsk Českého knížectví).

## Vznik
Ozbrojené síly na Moravě se formovaly spolu s formováním moravského státu. Již roku 833 je připomínán první vojenský zásah moravského vojska – kníže Mojmír I. vyhnal knížete Pribinu z Nitry a připojil vojensky slabší Nitranské knížectví k Moravskému knížectví, čímž vznikla Velkomoravská říše.

## Moravská armáda v průběhu existence Velké Moravy a Moravského knížectví
Roku 846 král Ludvík II. Němec vojensky zasáhl v moravském státu a dosadil na moravský trůn knížete Rastislava, Mojmírova synovce. Ludvík od něj očekával poslušnost, ale Rostislav si dělal vlastní politiku. Východofranská říše se ocitla s Moravou ve válečném stavu. Dle písemných pramenů roku 855 moravská vojska poráží franská vojska a ještě je dlouho pronásledují. Rostislav nad franskými vojsky zvítězí i roku 864. Složí jenom formální přísahu nenarušující moravskou nezávislost. V té době měla podle dnešních výzkumů kolem 14 000 – 24 000 vojáků.
Roku 871 byl zajat kníže Svatopluk a moravský stát vojensky obsazen. Moravu spravovali markrabata Vilém a Engilšalk. To vedlo k povstání moravského lidu, které bylo vedené Slavomírem, knězem z rodu Mojmírovců. Proti povstalcům poslal Karloman, bavorský vévoda, vojsko, které vedl zajatý Svatopluk. Ten se však spojil s Moravany a franské vojsko bylo poraženo. V těchto letech byla moravskými spojenci česká knížata. Později znovu Karloman zaútočil na moravský stát, ale prohrál. Zaútočil i na Čechy, zde v bitvě u Vltavy , kterou vedlo 5 českých knížat, vyhrál. Nicméně Čechové se uchýlili do svých hradišť, na která si Frankové netroufli.
Za knížete Svatopluka moravská armáda dosáhla pravděpodobně dle dnešních výzkumů kolem 50 000 vojáků. Svatopluk vedl zpočátku válku s Východofranskou říší, která skončila smírem. Po uzavření míru Svatopluk prováděl vojenské výboje, díky kterým si říši rozšířil až do oblastí Panonie, Potisí, Slezska, Vislanska, Lužice a získal i nějaká území na Východní marce. Pokřtění Bořivoje na Moravě vyvolalo v Čechách povstání, které podle Kristiánovy legendy vedl kníže Strojmír. Na potlačení povstání se podílelo moravské vojsko. Po smrti knížete Bořivoje se Svatopluk stal knížetem českým. Nárok na tento trůn mu potvrdil i východofranský král Arnulf.
Po smrti Svatopluka říše zeslábla, v Čechách se stal knížetem Spytihněv I., odtrhla se Lužice a Slezsko. Moravané povolili velmi oslabeným Maďarům usídlit se pod jejich ochranou do Panonie. Po obnovení míru roku 900 s Franky Maďaři v roce 902 napadli moravský stát, ale byli poraženi. Maďaři prohráli i roku 906. Roku 920 dle několika zpráv Maďaři obsazují pohraniční oblasti oslabeného moravského státu (snad Nitransko).
Dle Havlíka možná teprve s těmito dobami souvisí útěk posledních členů mojmírovské dynastie do Bavorska a úmrtí arcibiskupa Jana. Na Moravě však dál předpokládá politicko-vojenskou správu (roku 949 zmíněn vládce Moravy).
Moravská vojska začínají sílit ke konci desátého století. Dokladem může být respektování moravských hranic Bavory (Pasovská diecéze nesměla spravovat pozemky za moravskou hranicí). Tato hranice, jak je zřejmé z několika dokladů vedla mezi Stockerau a Wagramem.
Asi roku 1002 obsazují Moravu vojenské posádky Boleslava Chrabrého. Nejde však zcela o okupaci, Poláci se zde rozmisťují jako moravští spojenci. Morava vystupuje vojensky i politicky samostatně a stále zde existuje biskupství, které podle Kosmovy kroniky spravuje biskup Vracen. Moravané na jejich straně bojují do roku 1018 proti Svaté říši římské. V rámci těchto bojů roku 1015 úspěšně napadají Východní marku a roku 1017 zničili velkou část bavorského vojska. I přes všechny snahy česko-římské koalice je Sv. říše římská poražena a roku 1018 je uzavřen Budyšínský mír.
Asi roku 1030 byla Morava dobyta synem českého knížete Oldřicha Břetislavem I. a moravsko-polské posádky jsou vypuzeny. Dle Havlíka je na základě zpráv z Kosmovy kroniky možné, že Poláci mohli znelíbit samotným Moravanům. To se mu částečně podařilo, když porazil Uhry a připojil k Moravě území, které sahalo až k Ostřihomi. Ti v synovi českého knížete Oldřicha Břetislavovi hledali nového vládce. Neuvažovali však o spojení s českým knížectvím. Břetislav Moravě od roku 1030 vládl samostatně na českém knížeti a uvažoval o znovu-dobytí území bývalého velkomoravského státu. Po smrti otce se orientoval na Čechy a Moravu si ponechal ve své vládě. Nárok na dvě země – Čechy a Moravu – mu na sněmu v Mohuči roku 1041 přiznal římský král a císař Jindřich III. poté, co přísahal poslušnost Svaté říši římské. Roku 1054, kdy byla Morava definitivně rozdělena na úděly a začleněna pod České knížectví, se moravská vojska stala součástí vojsk českého státu. O rok později bylo knížetem Spytihněvem II. povražděno 300 moravských předáků a nahradil je svými družiníky. Tím definitivně zničil poslední zbytky bývalé Velkomoravské říše.

## Války a konflikty s účastí moravské armády

### Války, kterých se moravská vojska účastnila
| Konflikt                                         | Výsledek a vítězná strana                                                                    | Období       | Poznámky |
| ------------------------------------------------ | -------------------------------------------------------------------------------------------- | ------------ | --- |
| Vyhnání Pribiny z Nitry                          | Moravské knížectví                                                                           | 833          | |
| Dosazení Rostislava                              | Východofranská říše                                                                          |              | |
| Fransko-moravské války (855–864)                 | Východofranská říše                                                                          | 855–864      | |
| Druhé fransko-české války                        | Východofranská říše                                                                          | 869          | |
| Fransko-moravské války                           | smír                                                                                         | 882–884      | |
| Moravsko-franské války (871–874)                 | povstání moravského lidu vedené Slavomírem, vítězství Velkomoravské říše a Českého knížectví | 871–874      | |
| Povstání v Čechách vedené knížetem Strojmírem    | potlačení povstání Velkomoravskou říší a dosazení Bořivoje na český trůn                     | 883–885      | |
| Svatoplukovy výboje                              | Velkomoravská říše                                                                           | 884–894      | |
| Maďarský vpád do Evropy                          | Velkomoravská říše (902–906) Maďarské velkoknížectví (920)                                   | 902–906, 920 | Moravané byli původně spojenci Maďarů. Po uzavření míru s Franky je dvakrát Maďaři napadli a Moravané je vždy porazili. Až roku 920 Uhři obsazují pohraničí říše (asi Nitransko). |
| Konflikt Boleslava Chrabrého a Svaté říše římské | Moravské knížectví Polské království                                                         | 1002–1018    | |

### Bitvy, kterých se moravská vojska účastnila
| Bitva        | Strany                                 | Vítězná strana a územní změny            | Datum |
| ------------ | -------------------------------------- | ---------------------------------------- | ----- |
| Bitva u Ráby | Velkomoravská říše Východofranská říše | Velkomoravská říše ovládla celou Panonií | 884   |